# Антіохійський собор (341)

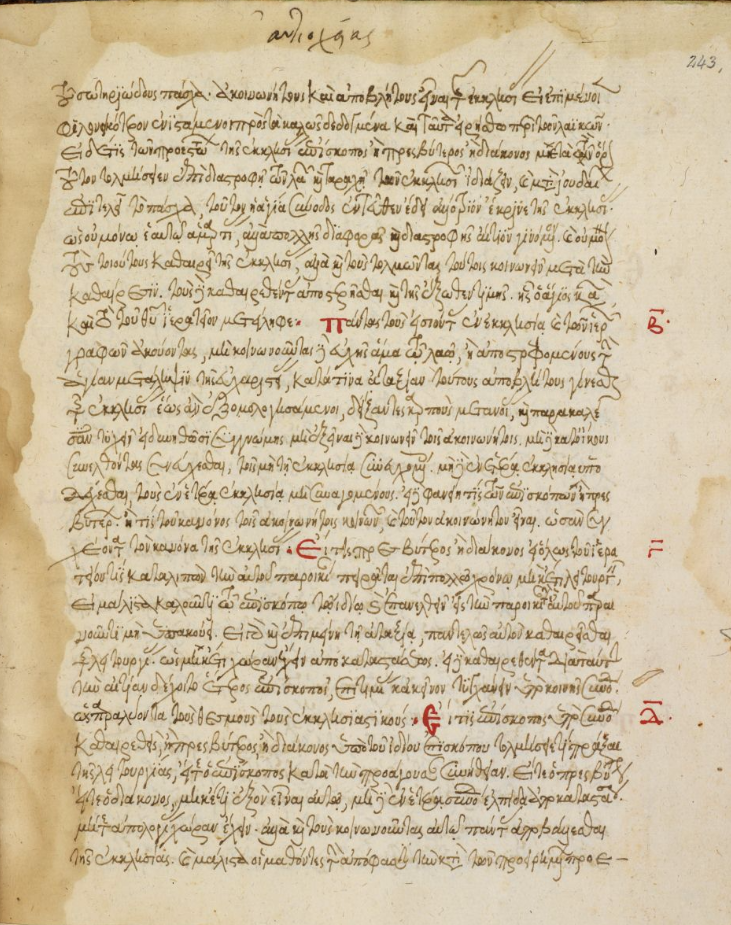
Правила помісного Антіохійського собору. Грецький рукопис, листопад 1600 року. Британська бібліотека.

Антіохійський собор (грец. Σύνοδος ἐν Ἀντιοχείᾳ τῆς Συρίας) — помісний собор, що відбувся в 341 році. Собор був відкритий як вселенський, однак одразу не був визнаний представниками Західних церков. Згодом за ним визнавався лише статус «Помісного собору». Очолював його Євсевій Нікомидійський.
На цьому соборі був відкинутий Нікейський символ віри і замість нього, визнані 4 символьних формули, котрі засуджували як єресь і погляди Арія, і вчення Афанасія Олександрійського. Собор також затвердив деякі правила, які в основному не були скасовані згодом, і цитувалися, наприклад, четвертим вселенським собором.
У 361 році імператор Юліан Відступник дозволив як аріанство, так і вчення Афанасія Олександрійського. Вже в 362 році під головуванням Афанасія був відкритий помісний собор прихильників православного сповідання віри, який проголошував вірність Нікейського символу віри.
Нарешті, в 379 році до влади у Візантії прийшов Феодосій I, що за своїм релігійним переконанням був впевненим захисником вчення Афанасія Олександрійського. В 381 році він скликає новий Вселенський собор у Константинополі, на якому були підтверджені рішення Першого вселенського (Нікейського) собору.